# 雪野水库
雪野水库是中国山东省济南市境内的一座水库，又稱雪野湖，位于大汶河支流瀛汶河上，始建于1959年。水库正常库容为11100万立方米，平均水深为9.18米，集雨面积为444平方千米，海拔为239.5米。湖區东面為马鞍山，西面為悬羊吊鼓山，湖面面積约14平方公里。
1993年開始開發為旅游景点。1997年夏天，全国第十三届钓鱼比赛在此举行。